# Laurisa Landre
Laurisa Landre (n. 27 octombrie 1985, în Pointe-à-Pitre, departamentul Guadelupa) este o fostă handbalistă franceză care a jucat pe postul de pivot. Landre a fost componentă a echipei Franței, alături de care s-a clasat pe locul al cincilea la Campionatul European din 2014, desfășurat în Ungaria și Croația.

## Biografie
Formată la Fleury, unde a evoluat timp de nouă sezoane, Laurisa Landre s-a transferat la Le Havre în 2012, în cadrul unui schimb cu Livia Martins Horacio.
În aprilie 2013, ea și-a prelungit până în 2015 contractul cu clubul normand, unde s-a impus drept una din cele mai bune handbaliste pe postul de pivot din Franța. La finele sezonului 2013, Landre a fost desemnată cel mai bun pivot din campionatul francez, distincție cu care a fost recompensată și în 2014.
În primăvara lui 2014, handbalista a fost pentru prima dată convocată într-o echipă a Franței, iar prima selecție în naționala de senioare a venit în iunie 2014, împotriva Slovaciei, într-un meci pentru calificarea la Campionatul European din 2014.
După retrogradarea în divizia a doua și suita de probleme financiare a clubului, Laurisa Landre a părăsit Le Havre în vara anului 2015 pentru a se alătura clubului românesc SCM Craiova, care evoluează în Liga Națională.
A mai jucat apoi la Metz Handball și Toulon Métropole Var Handball, iar pe 28 iunie 2020 a anunțat că își încheie cariera de handbalistă pentru a se concentra pe alte proiecte profesionale, în sectorul imobiliar.

## Palmares
- Cupa Challenge:  
  - Semifinalistă: 2012, 2015
  - Optimi de finală: 2005, 2007

- Campionatul Franței:
  -  Câștigătoare: 2018

- Cupa Franței:
  - Semifinalistă: 2015

- Cupa Ligii Franței:
  - Sfert-finalistă: 2015

- Jocurile Olimpice:
  -  Medalie de argint: 2016

- Campionatul Mondial:
  -  Medalie de aur: 2017

- Campionatul European:
  -  Medalie de bronz: 2016

## Distincții individuale
- Cel mai bun pivot din campionatul francez: 2013, 2014[14]

## Decorații
- Cavaler al Ordinului Național de Merit: 1 decembrie 2016[15]